# Kentucky Derby 1929
Kentucky Derby 1929 var den femtiofemte upplagan av Kentucky Derby. Löpet reds den 18 maj 1929 över 1 1⁄4 miles (2 012 m). Löpet vanns av Clyde Van Dusen som reds av J. Linus McAtee och tränades av Clyde Van Dusen.
Förstapriset i löpet var 53 950 dollar. 21 hästar deltog i löpet.

## Resultat
| P  | S  | Häst             | Jockey           | Tränare              | Ägare                | Odds  |
| -- | -- | ---------------- | ---------------- | -------------------- | -------------------- | ----- |
| 1  | 20 | Clyde Van Dusen  | Linus McAtee     | Clyde Van Dusen      | Herbert P. Gardner   | 3.00  |
| 2  | 4  | Naishapur        | Charles E. Allen | John B. McKee        | Wilshire Stable      | 5.57  |
| 3  | 13 | Panchio          | Frank Coltiletti | Charles E. Durnell   | Three D's Stock Farm | 8.44  |
| 4  | 21 | Blue Larkspur    | Mack Garner      | Herbert J. Thompson  | Edward R. Bradley    | 1.71  |
| 5  | 19 | Windy City       | Earl L. Pool     | Mose Lowenstein      | Fred M. Grabner      | 22.84 |
| 6  | 1  | Voltear          | Steve O'Donnell  | Preston M. Burch     | Dixiana              | 18.42 |
| 7  | 18 | The Nut          | Alfred Robertson | Joe Notter           | Warm Stable          | 40.62 |
| 8  | 14 | Folking          | Anthony Pascuma  | George Garvin        | H. Teller Archibald  | 8.44  |
| 9  | 10 | Karl Eitel       | Robert Jones     | Walter Scofield      | John J. Coughlin     | 28.80 |
| 10 | 5  | Upset Lad        | Frank Chiavetta  | Willie Knapp         | Belle Isle Stable    | 8.44  |
| 11 | 9  | Calf Roper       | Lee Hardy        | Charles E. Durnell   | Three D's Stock Farm | 8.44  |
| 12 | 7  | Minotaur         | Floyd Halbert    | C. F. Cherry         | John R. Thompson     | 30.80 |
| 13 | 15 | Bay Beauty       | Kall Horvath     | Herbert J. THompson  | Edward R. Bradley    | 1.71  |
| 14 | 3  | Chicatie         | William Garner   | Albert B. Gordon     | Fair Stable          | 87.09 |
| 15 | 12 | Paul Bunyan      | Otis Clelland    | B. R. Johnson        | L. M. Severson       | 8.44  |
| 16 | 6  | Essare           | Danny Connelly   | Joe Johnson          | Jacques Stable       | 8.44  |
| 17 | 8  | Lord Braedalbane | Willie Crump     | Charles C. Van Meter | Desha Breckinridge   | 8.44  |
| 18 | 16 | Ben Machree      | Alf Abel         | A. D. Steele         | C. C. & G. Y. Hieatt | 8.44  |
| 19 | 11 | Chip             | Jake Heupel      | J. Thomas Taylor     | Mrs. E. L. Swikard   | 8.44  |
| 20 | 17 | Prince Pat       | Oren Laidley     | Charles E. Durnell   | Three D's Stock Farm | 8.44  |
| 21 | 2  | Paraphrase       | Willie Fronk     | Walter W. Taylor     | Hal Price Headley    | 8.44  |

Segrande uppfödare: Herbert P. Gardner; (KY)